# Puy-Saint-Vincent
Puy-Saint-Vincent település Franciaországban, Hautes-Alpes megyében. Lakosainak száma 270 fő (2022. január 1.). Puy-Saint-Vincent L’Argentière-la-Bessée, Les Vigneaux és Vallouise-Pelvoux községekkel határos.

## Népesség
A település népességének változása:
| Lakosok száma | 117  | 298  | 235  | 285  | 281  | 283  | 288  | 301  | 290  | 270  |
|               | 1968 | 1982 | 1990 | 2006 | 2013 | 2015 | 2017 | 2019 | 2020 | 2022 |